# Mas Adrobau
Mas Adrobau és una masia del Brull (Osona) protegida com a Bé Cultural d'Interès Local.

## Descripció
Masia de planta rectangular resultat de l'afegit de diversos cossos a un cos inicial, donant com a resultat una allargada façana totalment desproporcionada amb l'amplada de la casa. Consta de planta baixa i un sol pis, està orientada cap al sud i té la teulada de teula àrab a dues vessants. La major part de les seves estances, excepte el cos central, eren destinades a magatzems, corrals i graners. A la façana principal hi podem veure un voluminós contrafort. És digne de menció l'arcada dovellada que hi ha a la porta principal.

## Història
El seu emplaçament distant dels camins i carreteres han propiciat un abandonament primerenc. Aquesta masia pertanyia a l'antiga parròquia de la Castanya. S'ha format a partir d'un nucli inicial que possiblement dati del segle xviii, tot i que en ell hi podem veure interessants elements anteriors, com les llindes d'una de les finestres del nord, que presenten una decoració poc habitual amb cercles. La proximitat d'aquesta casa amb la del Vilar (Escola de la Natura) ha propiciat una restauració que actualment és en una fase molt inicial i que afecta per ara a les cobertes. L'interior es troba en estat totalment ruïnós.